# Eduardo Duarte e Silva
Eduardo Duarte e Silva (* 27. Januar 1852 in Florianópolis; † 16. Oktober 1924 in Rio de Janeiro) war ein brasilianischer Geistlicher und römisch-katholischer Bischof von Uberaba.

## Leben
Eduardo Duarte e Silva empfing am 19. Dezember 1874 das Sakrament der Priesterweihe.
Am 23. Januar 1891 ernannte ihn Papst Leo XIII. zum Bischof von Goiás. Der Camerlengo, Lucido Maria Kardinal Parocchi, spendete ihm am 8. Februar desselben Jahres die Bischofsweihe; Mitkonsekratoren waren der Erzbischof von Guatemala, Ricardo Casanova y Estrada, und der emeritierte Bischof von Goiás, Joaquim Arcoverde de Albuquerque Cavalcanti.
Am 6. November 1907 bestellte ihn Papst Pius X. zum ersten Bischof von Uberaba. Papst Pius XI. nahm am 14. März 1923 das von Eduardo Duarte e Silva vorgebrachte Rücktrittsgesuch an und ernannte ihn zum Titularerzbischof von Iconium.